# Creuer (arquitectura)

El creuer d'una església.

El creuer és, en les esglésies la planta de les quals té forma de creu llatina o grega, l'espai definit per la intersecció de la nau principal i la nau transversal o transsepte. Aquest espai se sol cobrir mitjançant una cúpula alçada sobre un cimbori o tambor que se sustenta en els arcs torals. D'aquesta manera s'obtenen dos efectes: ressaltar a l'exterior el punt de trobada de les naus amb aquesta mena de torre, i afavorir la il·luminació a través dels buits oberts en el mateix cimbori o a la llanterna que de vegades s'intercala entre aquest i la cúpula.